# Laurentius Laurentii Brask
Laurentius Laurentii Brask, född 1554 i Linköpings församling, Östergötland, död 1602, var en svensk präst.

## Biografi
Laurentius Brask föddes 1554 i Linköpings församling. Han var son till kyrkoherden Laurentius Petri Brask  i Veta församling och Brita Gudmundsdotter Skuthe. Brask blev student hos Klosterlasse i Stockholm. Han blev 1587 kyrkoherde i Västerviks församling och underskrev Uppsala mötes beslut 1593. Brask avled 1602 i pesten.

### Familj
Brask var gift med Anna Pedersdotter. De fick tillsammans barnen kyrkoherden Johannes Brask (1588–1656)  i Veta församling, kyrkoherden Erik Brask (1592–1672) i Östra Tollstads församling, Elisabeth Brask som var gift med kyrkoherden Petrus Johannis i Västra Ny församling. Efter Brasks död gifte Anna Pedersdotter om sig med kyrkoherden Nicolaus Gothus i Veta församling.